# Donald E. Davis Arboretum

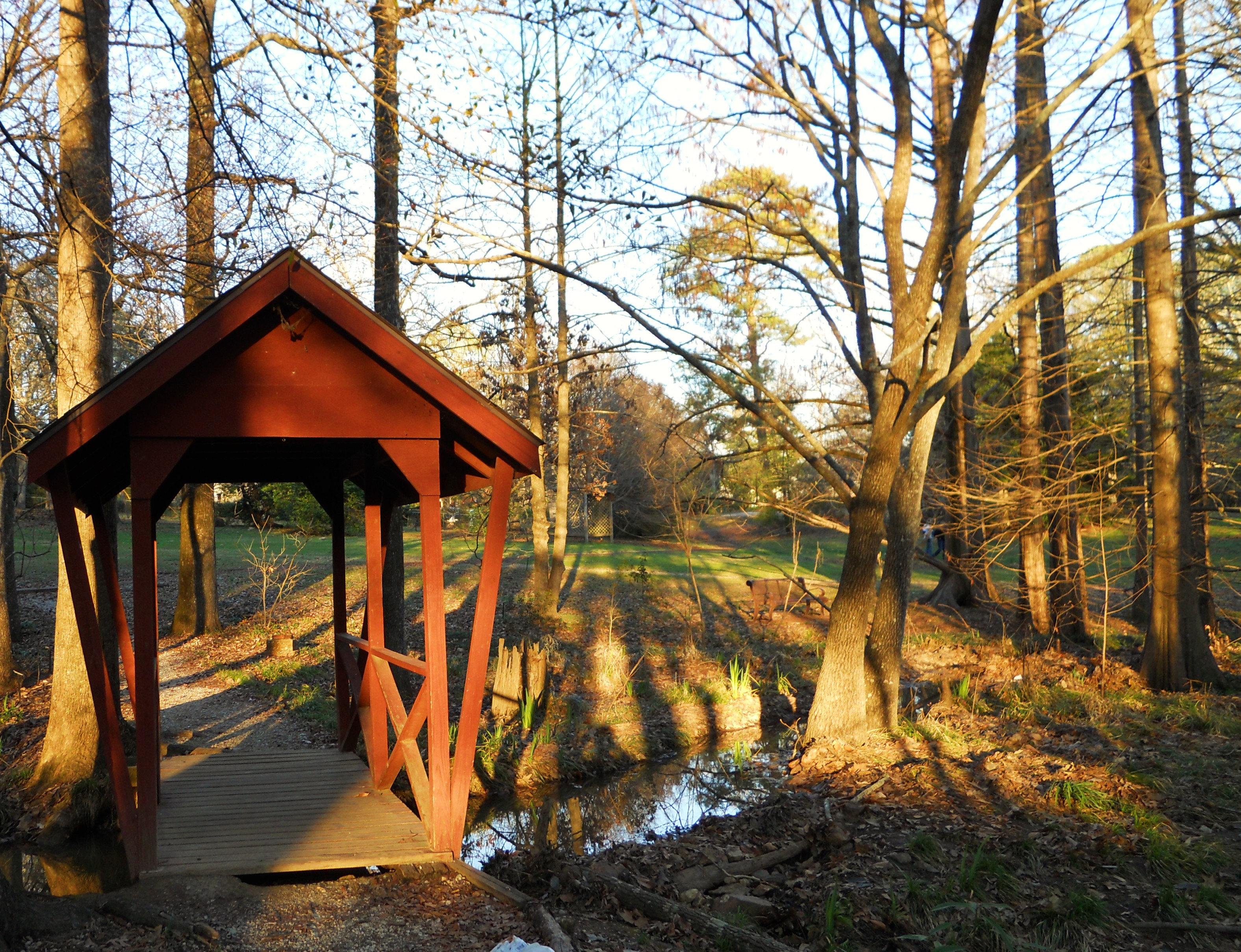
The Donald E. Davis Arboretum on the campus of Auburn University in 2011.

El Arboreto Donald E. Davis en inglés : Donald E. Davis Arboretum, es un Arboretum de 5.7 hectáreas (14 acres) de extensión, que se encuentra en el Campus de la Universidad de Auburn, en Auburn Alabama, EE. UU.. Pertenece como miembro de la BGCI.

## Localización
Donald E. Davis Arboretum, Biological Sciences Auburn University, 101 Life Sciences Bldg, Auburn Alabama 36849, Estados Unidos de América.
- Teléfono: 205 844 5770

El Arboretum es de visita libre.

## Historia
Este Arboreto fue creado en 1963.
Actualmente (2007), su director es Bob Rush.

## Colecciones
El Arboretum alberga árboles nativos del sureste de los Estados Unidos, así como arbustos, plantas de los pantanos y plantas de los sistemas de dunas costeros.
Aquí se encuentran 150 diferentes especies de árboles nativos de Alabama y del sureste.
Entre sus colecciones se encuentran:

## A
- Abies firma
- Acer floridanum
- Acer leucoderme
- Acer negundo
- Acer palmatum
- Acer rubrum
- Acer saccharinum
- Acer saccharum
- Aesculus flava
- Aesculus parviflora
- Aesculus pavia
- Aesculus sylvatica
- Agarista populifolia
- Ailanthus altissima
- Albizia julibrissin
- Alnus serrulata
- Amelanchier arborea
- Amelanchier laevis
- Ampelopsis arborea
- Aralia spinosa
- Aronia arbutifolia
- Asimina parviflora
- Asimina triloba

## B
- Baccharis halimifolia
- Befaria racemosa
- Berchemia scandens
- Betula nigra
- Bignonia capreolata
- Broussonetia papyrifera

## C
- Callicarpa americana
- Calycanthus floridus
- Campsis radicans
- Carpinus caroliniana
- Carya aquatica
- Carya cordiformis
- Carya glabra
- Carya illinoensis
- Carya laciniosa
- Carya myristicaeformis
- Carya ovalis
- Carya ovata
- Carya pallida
- Carya tomentosa
- Catalpa bignonioides
- Cedrus deodara
- Celtis laevigata
- Celtis occidentalis
- Celtis tenuifolia
- Cephalanthus occidentalis
- Cercis canadensis
- Cercis chinensis
- Chamaecyparis thyoides
- Chionanthus retusus
- Chionanthus virginicus
- Clematis
- Clethra alnifolia
- Cliftonia monophylla
- Cocculus carolinus
- Conradina canescens
- Cornus alternifolia
- Cornus amomum
- Cornus florida
- Corylus americana
- Cotinus coggygria
- Cotinus obovatus
- Crataegus cestivalis
- Crataegus uniflora
- Croton alabamensis
- Cupressocyparis leylandii
- Cupressus arizonica
- Cyrilla racemiflora

## D
- Diospyros virginiana

## E
- Erythrina herbacea
- Euonymus americanus

## F
- Fagus grandifolia
- Firmiana simplex
- Fraxinus americana
- Fraxinus pennsylvanica

## G
- Gelsemium sempervirens
- Ginkgo biloba
- Gleditsia triacanthos
- Gordonia lasianthus
- Gymnocladus dioicus

## H
- Halesia carolina
- Halesia diptera
- Hydrangea arborescens
- Hydrangea quercifolia
- Hypericum frondosa

## I
- Ilex cassine
- Ilex decidua
- Ilex opaca
- Ilex vomitoria
- Ilex × attenuata
- Illicium floridanum
- Iris virginica
- Itea virginica

## J
- Juglans cinerea
- Juglans nigra
- Juniperus virginiana

## K
- Kalmia latifolia

## L
- Laurus nobilis
- Leucothoe racemosa
- Leucothoe axillaris
- Lindera benzoin
- Liquidambar styraciflua
- Liriodendron tulipifera
- Lithocarpus henryi
- Lonicera sempervirens

## M
- Maclura pomifera
- Magnolia acuminata
- Magnolia grandiflora
- Magnolia macrophylla
- Magnolia pyramidata
- Magnolia tripetala
- Malus angustifolia
- Melia azedarach
- Metasequoia glyptostroboides
- Morus rubra
- Myrica cerifera
- Myrica heterophylla

## N
- Nerium oleander
- Neviusia alabamensis
- Nyssa aquatica
- Nyssa ogeche
- Nyssa sylvatica

## O
- Osmanthus americanus
- Ostrya virginiana
- Oxydendrum arboreum

## P
- Panicum grass
- Parthenocissus quinquefolia
- Passiflora incarnata
- Paulownia tomentosa
- Persea borbonia
- Physocarpus opulifolias
- Picea abies
- Pinckneya bracteata
- Pinus clausa
- Pinus echinata
- Pinus elliotii
- Pinus glabra
- Pinus nigra
- Pinus palustris
- Pinus rigida
- Pinus serotina
- Pinus strobus
- Pinus taeda
- Pinus virginiana
- Platanus occidentialis
- Poncirus trifoliata
- Populus deltoides
- Prunus caroliniana
- Prunus mexicana
- Prunus serotina
- Prunus serrulata
- Ptelea trifoliata

## Q
- Quercus aqutissima
- Quercus alba
- Quercus austrina
- Quercus bicolor
- Quercus coccinea
- Quercus falcata var. falcata
- Quercus falcata var. pagodaefolia
- Quercus hemisphaerica
- Quercus imbricaria
- Quercus incana
- Quercus lyrata
- Quercus macrocarpa
- Quercus marilandica
- Quercus michauxii
- Quercus muehlenbergii
- Quercus nigra
- Quercus nuttallii
- Quercus palustris
- Quercus phellos
- Quercus prinus
- Quercus rubra
- Quercus shumardii
- Quercus stellata var. margaretta
- Quercus stellata var. stellata
- Quercus velutina
- Quercus virginiana

## R
- Rhamnus caroliniana
- Rhapidophyllum hystrix
- Rhododendron alabamensis
- Rhododendron austrinum
- Rhododendron carolinianum
- Rhododendron maximum
- Rhododendron minus
- Rhododendron nudiflorum
- Rhus glabra
- Rhus typhinia
- Robinia pseudoacacia

## S
- Sagittaria lancifolia media
- Sagittaria latifolia
- Salix eriocephala
- Salix nigra
- Salvia rosmarinus
- Sambucus canadensis
- Sapium sebiferum
- Sassafras albidium
- Sideroxylon lanuginosum
- Sideroxylon lycioides
- Smilax
- Staphylea trifolia
- Stewartia malacodendron
- Styrax grandifolia
- Styrax americanus
- Symplocos tinctoria

## T
- Taxodium ascendens
- Taxodium distichum
- Tilia americana
- Tilia heterophylla
- Toxicodendron pubescens
- Toxicodendron radicans
- Toxicodendron vernix
- Trachelospermum jasminoides
- Tsuga caroliniana
- Tsuga canadensis

## U
- Ulmus americana
- Ulmus rubra

## V
- Vaccinium arboreum
- Viburnum acerifolium
- Viburnum dentatum
- Viburnum nudum
- Viburnum prunifolium
- Viburnum rufidulum
- Vitis rotundifolia

## W
- Wisteria floribunda
- Wisteria sinensis

## Y
- Yucca filamentosa
- Yucca gloriosa

## Z
- Zanthoxylum clava-herculis
- Zephyranthes atamasco

## A
- Abies firma
- Acer barbatum
- Acer leucoderme
- Acer negundo
- Acer palmatum
- Acer rubrum
- Acer saccharinum
- Acer saccharum
- Aesculus octandra
- Aesculus parviflora
- Aesculus pavia
- Aesculus sylvatica
- Agarista populifolia
- Ailanthus altissima
- Albizia julibrissin
- Alnus secculata
- Amelanchier alabamensis
- Amelanchier arborea
- Amelanchier laevis
- Ampelopsis arborea
- Aralia spinosa
- Aronia arbutfolia
- Asimina parviflora
- Asimina triloba

## B
- Baccharis halimifolia
- Befaria raceosa
- Berchemia scandens
- Betula nigra
- Bignonia capreolata
- Broussonetia papyrifera
- Bumelia lanuginosa
- Bumelia lyciodes

## C
- Callicarpa americana
- Calycanthus floridus
- Campsis radicans
- Carpinus caroliniana
- Carya aquatica
- Carya cordiformis
- Carya glabra
- Carya illinoensis
- Carya laciniosa
- Carya myristicaeformis
- Carya ovalis
- Carya ovata
- Carya pallida
- Carya tomentosa
- Catalpa bignonioides
- Cedrus deodara
- Celtis laevigata
- Celtis occidentalis
- Celtis tenuifolia
- Cephalanthus occidentalis
- Cercis canadensis
- Cercis chinensis
- Chamaecyparis thyoides
- Chionanthus retusus
- Chionanthus virginicus
- Clematis
- Clethra alnifolia
- Cliftonia monophylla
- Cocculus carolianus
- Conradina canescens
- Cornus alternifolia
- Cornus amomum
- Cornus florida
- Corylus americana
- Cotinus coggygria
- Cotinus obovatus
- Crataegus cestivalis
- Crataegus uniflora
- Corton alabamensis
- Cupressocyparis leylandii
- Cupressus arizonica
- Cyrilla racemiflora

## D
- Diospyros virginiana

## E
- Erythrina herbacea
- Euonymus americanus

## F
- Fagus grandifolia
- Firmiana platanifolia
- Fraxinus americana
- Fraxinus pennsylvanica

## G
- Gelsemium sempervirens
- Ginkgo biloba
- Gleditsia triacanthos
- Gordonia lasianthus
- Gymnocladus dioicus

## H
- Halesia carolina
- Halesia diptera
- Hydrangea arborescens
- Hydrangea quercifolia
- Hypericum frondosa

## I
- Ilex cassine
- Ilex decidua
- Ilex opaca
- Ilex vomitoria
- Ilex attenuata
- Illicium floridanum
- Iris virginica
- Itea virginica

## J
- Juglans cinerea
- Juglans nigra
- Juniperus virginiana

## K
- Kalmia latifolia

## L
- Lauris noblis
- Leucothoe racemosa
- Leucothoe axillarsis
- Lindera benzoin
- Liquidambar styraciflua
- Liriodendron tulipifera
- Lithocarpus henryi
- Lonicera sempervirens

## M
- Maclura pomifera
- Magnolia acuminata
- Magnolia grandiflora
- Magnolia macrophylla
- Magnolia pyramidata
- Magnolia tripetala
- Malus angustifolia
- Melia azedarach
- Metasequoia glyptostroboides
- Morus rubra
- Myrica cerifera
- Myrica heterophylla

## N
- Nerium oleander
- Neviusia alabamensis
- Nyssa aquatica
- Nyssa ogeche
- Nyssa sylvatica

## O
- Osmanthus americanus
- Ostrya virginiana
- Oxydendrum arboreum

## P
- Panicum grass
- Parthenocissus quinquefolia
- Passiflora incarnata
- Paulownia tomentosa
- Persea borbonia
- Physocarpus opulifolias
- Picea abies
- Pinckneya bracteata
- Pinus clausa
- Pinus echinata
- Pinus elliotii
- Pinus glabra
- Pinus nigra
- Pinus palustris
- Pinus rigida
- Pinus serotina
- Pinus strobus
- Pinus taeda
- Pinus virginiana
- Platanus occidentialis
- Poncirus trifoliata
- Populus deltoides
- Prunus caroliniana
- Prunus mexicana
- Prunus serotina
- Prunus serrulata
- Ptelea trifoliata

## Q
- Quercus aqutissima
- Quercus alba
- Quercus austrina
- Quercus bicolor
- Quercus coccinea
- Quercus falcata var. falcata
- Quercus falcata var. pagodaefolia
- Quercus hemisphaerica
- Quercus imbricaria
- Quercus incana
- Quercus lyrata
- Quercus macrocarpa
- Quercus marilandica
- Quercus michauxii
- Quercus muehlenbergii
- Quercus nigra
- Quercus nuttallii
- Quercus palustris
- Quercus phellos
- Quercus prinus
- Quercus rubra
- Quercus shumardii
- Quercus stellata var. margaretta
- Quercus stellata var. stellata
- Quercus velutina
- Quercus virginiana

## R
- Rhamnus caroliniana
- Rhapidophyllum hystrix
- Rhododendron alabamensis
- Rhododendron austrinum
- Rhododendron carolinianum
- Rhododendron maximum
- Rhododendron minus
- Rhododendron nudiflorum
- Rhus glabra
- Rhus typhinia
- Robinia pseudoacacia

## S
- Sagittaria falcata
- Sagittaria latifolia
- Salix eriocephala
- Salix nigra
- Salvia rosmarinus
- Sambucus canadensis
- Sapium sebiferum
- Sassafras albidium
- Smilax
- Staphylea trifolia
- Stuartia malacodendron
- Styrax grandifolia
- Styrax americanus
- Symplocos tinctoria

## T
- Taxodium ascendens
- Taxodium distichum
- Tilia floridana
- Tilia heterophylla
- Toxicodendron radicans
- Toxicodendron toxicarium
- Toxicodendron vernix
- Trachelospermum jasminoides
- Tsuga caroliniana
- Tsuga canadensis

## U
- Ulmus americana
- Ulmus rubra

## V
- Vaccinium arborea
- Viburnum acerifolium
- Viburunum dentatum
- Viburnum nudum
- Viburnum prunifolium
- Viburnum rufidulum
- Vitis rotundifolia

## W
- Wisteria floribunda
- Wisteria sinensis

## Y
- Yucca filamentosa
- Yucca gloriosa

## Z
- Zanthoxylum clava-herculis
- Zephyrathes atamasco